# 傑克·羅勃茲
傑克·羅勃茲（英語：Jake Roberts，1955年5月30日—），本名小奥勒良·史密斯（英語：Aurelian Smith, Jr.），是美國的職業摔角選手，目前處於半退休的狀態。傑克·羅勃茲的父親為同是摔角手的灰熊史密斯。傑克·羅勃茲最出名的就是他的綽號大蛇，他往往也會帶真的蛇進入擂台，而最有名的是一條名為戴密恩的蟒蛇。2014年4月5日，達勒斯·沛莒將傑克·羅勃茲推薦入選世界摔角娛樂名人堂。

## 摔角相關

### 進場樂

#### 世界摔角娛樂 / 世界摔角聯盟
- "Snake Bit" - Jim Johnston（英语：Jim Johnston） （1988年–1991年、1996年–1997年、2005年、2014年）
- "Trust Me" - Jim Johnston （1991年–1992年）

#### 世界冠軍摔角
- "Satan's Sister" （1992年）
- "Master of the DDT" - L.Velez,J.Papa and M.Hayes （1992年）

#### 永不停止摔角
- "Hiss Me" - Dale Oliver（英语：Dale Oliver） （2006年）[6]

## 冠軍及成就

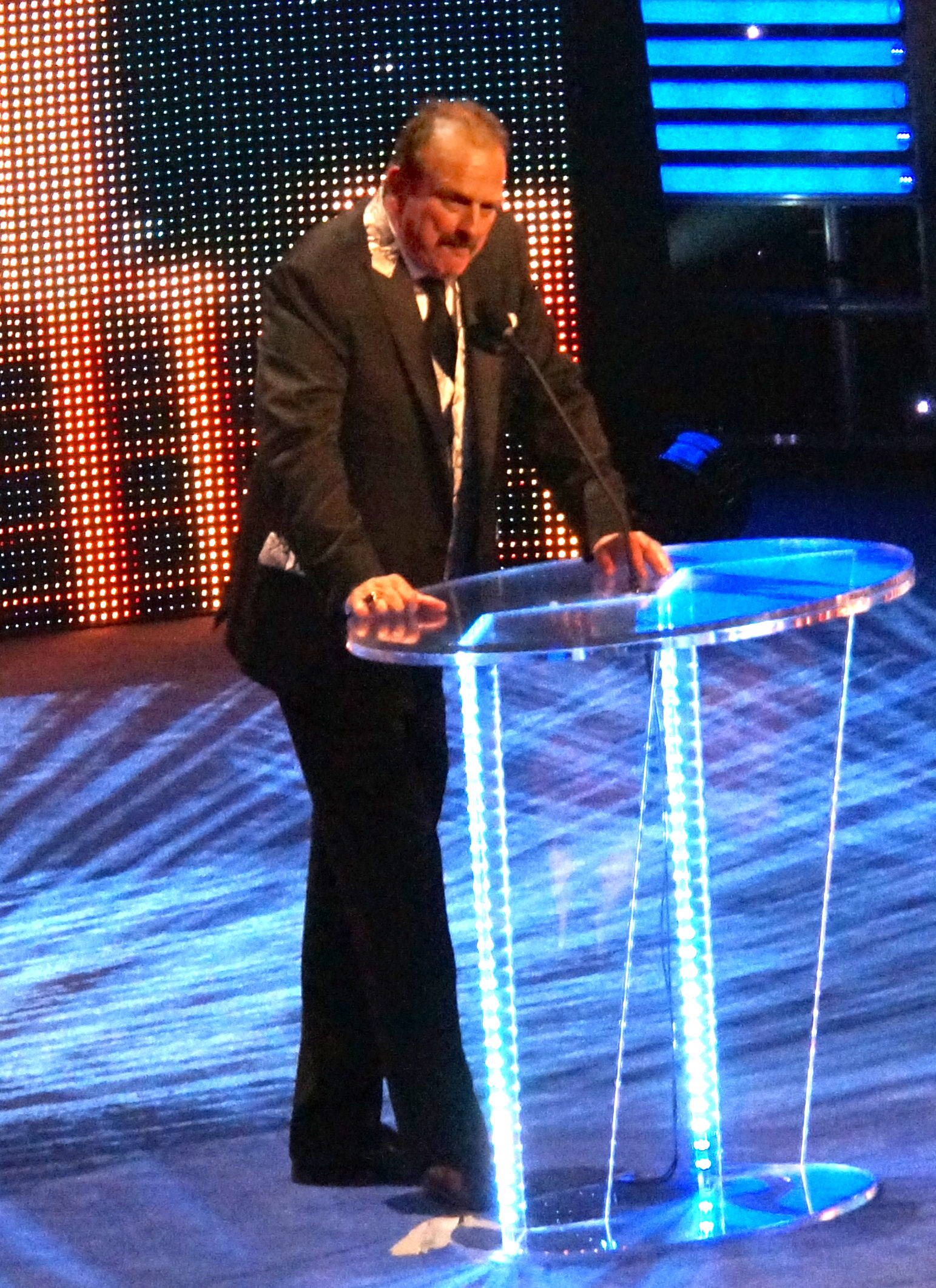
傑克·羅勃茲於世界摔角娛樂名人堂

### 職業摔角畫報
- PWI年度最佳勵志摔角手（1996年）[7]
- PWI Years-第100名（2003年）[8]

### 世界摔角娛樂
- 世界摔角娛樂名人堂（2014年）